# Bochovice
Bochovice (in tedesco Bochowitz) è un comune della Repubblica Ceca facente parte del distretto di Třebíč, nella regione di Vysočina.